# Kuala Selangor
Huyện Kuala Selangor là một huyện thuộc bang Selangor của Malaysia. Huyện Kuala Selangor có dân số thời điểm năm 2010 ước tính khoảng 210406 người.